# Об этом я буду кричать всю ночь
Об этом я буду кричать всю ночь — третий студийный альбом группы «Иванушки International», выпущенный в марте 1999 года.

## История создания
Летом 1998 года появляется песня «Тополиный пух» и практически сразу же завоевывает первые строчки всевозможных чартов .
Одноименный клип, снятый режиссёром Олегом Гусевым, ротируется на музыкальных и общественных каналах телевидения. Михаил Андреев, автор текста песни, видел тополиный пух в июле в Томске. Там, в городе, который считает родным, Андреев и написал текст песни. «Тополиный пух» стал первой песней, записанной с Олегом Яковлевым, заменившим в марте 1998 года в группе Игоря Сорина.
Работа над диском велась с августа по ноябрь 1998 года в студии Продюсерского центра Игоря Матвиенко, сведение и мастеринг были осуществлены в звукозаписывающей студии киноконцерна «Мосфильм». Помимо постоянных поэтов-песенников «Иванушек» — Александра Шаганова и Михаила Андреева, песни для нового альбома написали Константин Арсенев и Герман Витке, ранее уже приложивший перо к песне «Миллионы огней» с дебютного альбома.
В процессе создания у альбома было несколько рабочих названий - «Времена года», «Снегири», «Знаешь, скоро весна» и даже «Весна-лето — 99». Презентация альбома состоялась 17 апреля 1999 в клубе «Рио».

## Содержание альбома
В альбоме представлена кавер-версия песни «Дуня-Дуняша», исполнявшаяся ранее Анатолием Алёшиным и Женей Белоусовым.
В еженедельном чарте Европы Плюс «Снегири» достигали 3-й позиции, «Два океана» — 15-й, «Небо» — 21-й; «Тополиный пух» заняла 33-е место в годовом чарте.
Песня «Рядом ты» посвящена памяти погибшего в 1998 году, бывшего солиста группы Игоря Сорина; ранее она издавалась на сборнике «Фрагменты жизни» под названием «Я тебя никогда не забуду». Впервые эта песня была исполнена в ГЦКЗ «Россия» 3 февраля 1999 года.
Помимо музыкального контента, альбом включает и мультимедийную часть — клип «Снегири», 10-минутное интервью о его съемках, а также фрагменты концертных выступлений. Тираж этого издания ограничен.

## Рецензии музыкальных критиков
| Оценки критиков | Оценки критиков |
| Источник        | Оценка          |
| --------------- | --------------- |
| Живой звук      | [ 9 ]           |

Обозреватель журнала «Афиша» Юрий Яроцкий, в своей рецензии к альбому отмечает:
...Диск назван так же, как и самая глупая песня на нём. Обложка вызывает недоумение: о чём кричат, прикрытые черными прямоугольниками рты русских поп-идолов — непонятно. Больше ничего плохого в новой пластинке «Иванушек» нет. Есть очередная порция новых боевиков, написанных поразительно результативным композитором и продюсером Матвиенко. Проходу от этих песен уже нет — выходишь поздно вечером из метро и первым делом видишь толпу почти трезвой молодежи, танцующей под гремящих из ближайшей палатки «Снегирей». Народная любовь, от которой никуда не деться. Это, разумеется, не зря — все к этому стремятся, причем примерно одними и теми же способами, но не у всех получается. Просто у «Иванушек» песни лучше. «Снегири» и «Тополиный пух» уже находятся в тяжелой ротации в голове каждого, кто их слышал, остальные хиты новой пластинки пока на подходе...
Газета «Московский Комсомолец» покритиковала наличие на вкладке альбома текстов песен, а о самом альбоме писала так:
Деньги на бочку, дорогие родители. Иначе о "Снегирях - не гирях" ваши детки будут кричать всю ночь, потому что эта пластинка необходима им, как витамины. Летние каникулы без неё просто не состоятся. В третий раз г-ну Матвиенко и его подопечным удается сварганить хит сезона и заставить корчиться в приступах чёрной зависти всех потенциальных конкурентов. Да и как тут не завидовать? "Иванушки" не интересуются музыкальной модой, не парятся над саундом, не экспериментируют и при этом нравятся абсолютно всем, даже повёрнутым на джангле и трип-хопе музыкальным критикам. Бойкое трио уже неправильно называть бойз-бэндом. Это скорее социальное явление. Что касается самого альбома, то он страдальчески романтичен, вызывающе прост и вполне танцевален.
Александр Кутинов в рецензии газеты «Живой звук» написал: «„Иванушки“ сегодня не группа, а объективно существующий социальный феномен, такой же, как голодовки шахтёров или партия любителей пива. Главное достоинство нового релиза в том, что он просто есть. Правильные пропорции тинейджер-хауса и дворовой песни плюс сезонные колебания любви и разлуки гарантируют поклонницам (иные ЭТО всё равно не слушают) волнительное напряжение в течение всего альбома».

## Список композиций
Вся музыка написана И. Матвиенко.
| №                   | Название                              | Текст песни         | Длительность |
| ------------------- | ------------------------------------- | ------------------- | ------------ |
| 1.                  | «Снегири»                             | К. Арсенев          | 4:20         |
| 2.                  | «Два океана»                          | Г. Витке            | 3:50         |
| 3.                  | «Об этом я буду кричать всю ночь»     | К. Арсенев          | 3:30         |
| 4.                  | «Дуня-Дуняша»                         | А. Шаганов          | 4:08         |
| 5.                  | «Тополиный пух»                       | М. Андреев          | 3:51         |
| 6.                  | «Небо»                                | К. Арсенев          | 3:53         |
| 7.                  | «Туман»                               | А. Шаганов          | 3:37         |
| 8.                  | «Рядом Ты (Я тебя никогда не забуду)» | И. Матвиенко        | 4:07         |
| 9.                  | «Зима»                                | А. Шаганов          | 3:29         |
| 10.                 | «День рождения»                       | А. Шаганов          | 3:33         |
| Общая длительность: | Общая длительность:                   | Общая длительность: | 38:17        |

## Переиздание
Юбилейное издание, выпущенное в 2021 году к 25-летию группы на виниле. В этом издании добавлен трек:
| №   | Название                                | Текст песни    | Музыка          | Длительность |
| --- | --------------------------------------- | -------------- | --------------- | ------------ |
| 11. | «Тополиный пух Андрей Харченко (remix)» | Михаил Андреев | Игорь Матвиенко | 4:05         |

## Участники записи

### Иванушки International
- Олег Яковлев
- Андрей Григорьев-Апполонов
- Кирилл Андреев

### Производство
- Игорь Матвиенко — композитор, продюсер, аранжировка
- Игорь Полонский — сопродюсер, аранжировка
- Александр Шаганов, Михаил Андреев, Игорь Матвиенко, Константин Арсенев, Герман Витке — авторы стихов
- Дмитрий Минаев — звукоинженер
- Александр Сурин, Юлия Григорьева-Апполонова — административная группа
- Олег Головко — директор группы

## Видеоклипы
На четыре песни этого альбома были сняты клипы:
- «Тополиный пух» (реж. Олег Гусев)
- «Снегири» (реж. Евгений Митрофанов)
- «Два океана» (реж. Мария Лопатова)
- «Об этом я буду кричать всю ночь»

## Награды
Следующие песни этого альбома были отмечены музыкальными премиями:
- «Тополиный пух» — лауреат премии Золотой граммофон 1998 и 2015 и Песня Года 1998
- «Снегири» — лауреат музыкального фестиваля Песня Года 1999
- «Небо» — лауреат премии Золотой граммофон 1999 и Песня Года 1999 (Отборочный тур)
- «Об этом я буду кричать всю ночь» — лауреат премии Золотой граммофон 2006 в исполненнии группы Корни